# Championnats de France de pétanque 2017
Navigation
Édition précédente Édition suivante
Les championnats de France de pétanque 2017 est une édition des championnats de France de pétanque. 

## Présentation
Cette compétition constitue la 72e édition du triplette sénior masculin, la 48e édition du doublette sénior masculin, la 52e édition du tête à tête sénior masculin, la 15e édition du triplette sénior féminin, la 42e édition du doublette sénior féminin, la 4e édition du tête à tête sénior féminin, la 25e édition du doublette sénior mixte, la 61e édition du triplette junior, la 49e édition du triplette cadet, la 34e édition du triplette minime et la 23e édition du triplette vétéran. Elle se déroule au Mont Saint-Michel (Manche) du 2 au 3 septembre 2017 pour le triplette sénior masculin ; à Soustons (Landes) du 9 au 10 septembre 2017 pour le doublette sénior masculin et tête à tête sénior féminin et du 26 au 27 août 2017 pour le triplette junior, cadet et minime ; à Carmaux (Tarn du 8 au 9 juillet 2017 pour le tête à tête sénior masculin et doublette sénior féminin ; à Ax-les-Thermes (Ariège) du 1 au 2 juillet 2017 pour le triplette sénior féminin ; à Pontarlier (Doubs) du 22 au 23 juillet 2017 pour le doublette sénior mixte ; et à Mende (Lozère) du 10 au 11 juin 2017 pour le triplette vétéran.

## Palmarès
| Catégorie                   | Vainqueur(s)                                        | Finaliste(s)                                          |
| --------------------------- | --------------------------------------------------- | ----------------------------------------------------- |
| Triplette sénior masculin   | Henri Lacroix, Stéphane Robineau et Dylan Rocher    | David Lenoir, Cédric Lemezec et Frédéric Guillotte    |
| Doublette sénior masculin   | Dylan Rocher et Henri Lacroix                       | Philippe Quintais et Damien Hureau                    |
| Tête à tête sénior masculin | Joseph Molinas                                      | Henri Lacroix                                         |
| Triplette sénior féminin    | Muriel Scuderi, Léa Escoda et Fabienne Chapus       | Cindy Peyrot, Angélique Colombet et Laetitia Angelini |
| Doublette sénior féminin    | Isabelle Calchera et Angélique Colombet             | Ludivine Lovet et Agnès Viens                         |
| Tête à tête sénior féminin  | Nelly Peyré                                         | Gaëlle Hauss                                          |
| Doublette sénior mixte      | Christine Saunier et Dylan Rocher                   | Paule Simon et Mickael Hollard                        |
| Triplette junior            | Enzo Metais, Marius Baloge et Benoit Turpault       | Lucien Grard, Samuel Lamare et Théo Balliere          |
| Triplette cadet             | Florian Azéma, Guerlain Cartagne et Adrien Delahaye | Michel Philipot, Hugo Gross et Cyril Cadihac          |
| Triplette minime            | Samuel Giffard, Kenzo Augez et Anthony Cholloux     | Noé Rochet-Auvillain, Evan Huclin et Mathéo Chauvain  |
| Triplette vétéran           | Patrick Coll, Patrick Schneiter et Serge Paillares  | Robert Gomez, Christian Enocq et Antoine Moratala     |